# Vraždy v Åre
Vraždy v Åre (ve švédském originále Åremorden) je švédský kriminální televizní seriál, jenž byl uveden na streamovací platformě Netflix dne 6. února 2025. Režie se ujali Joakim Eliasson a Alain Darborg a scénář napsali Karin Gidfors a Jimmy Lindgren. První řada seriálu se skládá z pěti dílů a vychází z prvních dvou románů Vivecy Stenové o Åremorden, Offermakaren a Dalskuggan.

## Synopse
Seriál se zaměřuje na dva policisty, Daniela Lindskoga a Hannu Ahlanderovou, kteří se navzdory svým omezeným prostředkům snaží vyřešit závažné zločiny v jämtlandských horách. V noci na svátek svaté Lucie zmizí mladá žena a Ahlanderová začne s Lindskogovou pomocí případ vyšetřovat.

## Obsazení
| Carla Sehn              | Hanna Ahlander     |
| Kardo Razzazi           | Daniel Lindskog    |
| Charlie Gustavsson      | Anton Lundin       |
| Francisco Sobrado       | Raffe Herreda      |
| Maxida Märaková         | Ylva Labba         |
| Pia Johanssonová        | Birgitta Grip      |
| Cora Watsonová          | Lydia              |
| Cecilia Von Der Esch    | Ida Lindskog       |
| Linton Calmroth         | Viktor Malm        |
| Moa Gammelová           | Annika Risberg     |
| Siham Shurafa           | Mira Berg          |
| Olle Sarri              | Fredrik Berg       |
| Freddie Mosten-Jacobová | Amanda Halvorsén   |
| Sofia Ledarpová         | Lena Halvorsén     |
| Henrik Norlén           | Harald Halvorsén   |
| Frida Argentová         | Ebba Niemi         |
| Robin Stegmar           | Bosse Lundh        |
| Fredrik Söderholm       | Lasse Sandahl      |
| Moa Stefansdotter       | Karolina           |
| Alva Kristiansson       | Mimmi              |
| Kid Angland             | Kalle              |
| Algot Tangenová         | Alice              |
| Amalia Holmová          | Rebecka Nordhammar |
| Björn Elgerd            | Ole Nordhammar     |
| Viktor Åkerblom         | Johan Andersson    |
| Agnes Kittelsenová      | Marion Andersson   |
| Baxter Renman           | Leo Andersson      |
| Jon Øigarden            | Jens Wernolf       |
| Samuel Astor            | Carl Willner       |
| Philip Oros             | Linus Sundin       |